# Margaret Garner (ópera)
Margaret Garner es una ópera en dos actos con música de Richard Danielpour y libreto en inglés de Toni Morrison, basado vagamente en la vida de la esclava huida Margaret Garner; Morrison había usado antes la figura histórica de Margaret Garner como inspiración para la novela Beloved. Se estrenó el 7 de mayo de 2005 en Detroit. 
En las estadísticas de Operabase aparece con cuatro representaciones en el período 2005-2010, siendo la primera y única de Richard Danielpour.

## Personajes
| Personaje                                         | Tesitura                        | Reparto del estreno, 2005 (Director: Stefan Lano) |
| ------------------------------------------------- | ------------------------------- | ------------------------------------------------- |
| Margaret Garner, una esclava                      | mezzosoprano                    | Denyce Graves                                     |
| Robert Garner, un esclavo, su esposo              | bajo-barítono                   | Eric Greene                                       |
| Cilla, una esclava, su madre                      | soprano                         | Angela M. Brown                                   |
| Edward Gaines, el propietario de la plantación    | barítono                        | Rod Gilfry                                        |
| Caroline, su hija                                 | soprano                         | Kelly Kaduce                                      |
| George Hancock, su prometido, más tarde marido    | tenor                           | Jonathan Boyd                                     |
| Un subastador                                     | tenor                           | Roger Honeywell                                   |
| Casey, el capataz                                 | tenor                           | John Mac Master                                   |
| Tres jueces                                       | tenor, barítono y bajo-barítono |                                                   |
| Esclavos negros, propietarios blancos de esclavos |                                 |                                                   |